# Remédiation cognitive
 (janvier 2013).
 (juin 2015).
La remédiation cognitive désigne :
- dans le champ de la santé : « la rééducation des fonctions cognitives altérées »[1] ;
- dans le champ de la pédagogie, l'aide apportée afin de faciliter l’actualisation de ses potentialités cognitives. Elle est alors à rattacher au courant de l'éducabilité cognitive.

## Définition et généralités
La remédiation cognitive est utilisée pour pallier des difficultés cognitives. Celles-ci peuvent relever :

### Dans le champ de la pédagogie
- d'une actualisation des structures logico-mathématiques sans altération des fonctions cognitives. Dans ce cas la remédiation s'adresse à des jeunes ou des adultes en difficultés d'apprentissage sous l'effet de facteurs d'ordre psycho-social et environnemental, décrochage scolaire, milieu socio-économique modeste, faible estime de soi dans la relation aux apprentissage, déprivation culturelle... Elle est alors du type Programme d'Enrichissement Instrumental (PEI) ou Ateliers de Raisonnement Logique (ARL) ;
- d'une altération des fonctions cognitives congénitale ou déficience intellectuelle. La remédiation proposée s'inspire de la précédente avec des approches à partir d'un matériel plus concret et adapté.

Dans ces deux premiers cas elle est pratiquée par des formateurs, des enseignants, formés à ces méthodes qui peuvent être qualifiées de « psycho-pédagogiques » ;

### Dans le champ de la santé
- d'une altération associée à un trouble psychiatrique chronique ou neurodéveloppemental (troubles du spectre autistique, schizophrénie, trouble schizo-affectif et trouble bipolaire). Les déficits cognitifs se manifestent généralement sous la forme de troubles de l’attention, de la mémoire, des fonctions exécutives (responsables de la capacité à organiser ses actions et son discours), des fonctions visuospatiales, de la vitesse de traitement, de la métacognition et/ou de la cognition sociale. Ce dernier type d'altération cognitive, qui est associé aux psychoses, empêche les patients de comprendre les intentions, les désirs et les émotions d’autrui. Quels qu'ils soient, les troubles cognitifs, nuisent très fortement à l'insertion socio-professionnelle des personnes qui en sont atteintes ;
- d'une altération consécutive à des lésions cérébrales ou au vieillissement.

Dans ces deux derniers cas, la remédiation cognitive est pratiquée par des professionnels du domaine de la santé: psychologues, neuropsychologues, ergothérapeutes, orthophonistes, médecins ou infirmiers spécifiquement formés. La remédiation est alors proche de l'entraînement cognitif il s'agit de maintenir la fonction des modules cognitifs altérés ou d'en compenser la faiblesse par d'autres (compensation ou vicariance). Toutefois, contrairement à la remédiation cognitive, l'entraînement cognitif est destiné aux sujets sains, sans déficit cognitif, qui souhaitent prévenir l'apparition de ces derniers. Il regroupe des techniques employées en prévention du vieillissement cognitif en dehors de toute indication médicale (Programme d’Entraînement Cérébral du Dr Kawashima, Programme d’Entraînement Cérébral Avancé du Dr Kawashima, Cognifit, Entraîneur Cérébral 1 & 2, Entraînement Cérébral Happy Neuron, Cérébrale Académie, Coach Cérébral…).
La remédiation cognitive à visée thérapeutique prend la forme d’un traitement rééducatif - pratiqué sous forme d'exercices ludiques - destiné à améliorer le fonctionnement attentionnel, mnésique, langagier, exécutif, visuospatial, métacognitif ou social. Une action indirecte sur les déficits fonctionnels affectant la vie quotidienne est attendue, ce qui peut contribuer à améliorer l'insertion sociale et professionnelle des patients traités.

## Indications
Plusieurs programmes de remédiation cognitive sont disponibles en français pour les patients avec schizophrénie, dont IPT, CRT, RECOS, REHA-COM, MCT, ToMRemed, RC2S et Gaïa. Ils ont tous fait l'objet d'études contrôlées et chacun d'entre eux répond à des indications distinctes.
La remédiation cognitive est également indiquée chez les enfants souffrant de troubles de l'attention avec hyperactivité, chez les personnes présentant un déficit intellectuel modéré, chez les cérébrolésés et chez les sujets âgés atteints de pathologies démentielles en début d'évolution.
La remédiation cognitive est uniquement employée pour tous les patients dont l’état clinique est stable, chez les patients aptes à s'investir activement dans une prise en charge. Les patients doivent, de plus, être à même de pouvoir se concentrer (motivation ; intensité de l'attention) pendant des séances de quelques dizaines de minutes.

## Objectifs
L'objectif d'une telle prise en charge étant d'aider à une plus grande autonomie du patient dans sa vie sociale comme sa vie professionnelle.
Il est bon de faciliter au patient la prise de choix d'objectifs, qui lui est personnel, axés sur des situations de sa vie quotidienne avant le début de la prise en charge par les acteurs neutres par rapport aux choix personnel du patient pour rester cohérent comme objectif pour sa remédiation cognitive.

## Principe
Avant la prise en charge, il est nécessaire, d'avoir évalué précisément la cognition des patients avant de leur proposer de bénéficier d'un programme de remédiation cognitive. Il faudra en effet :
- cibler les domaines cognitifs déficitaires ;
- connaître la nature de ces déficits.

La prise en charge s'articule autour de 2 techniques principales.
- L'une consiste à entraîner ces fonctions cérébrales au moyen d'exercices répétés, permettant de travailler spécifiquement le ou les niveaux déficitaires d'une fonction cognitive. (Par exemple, entraînement à l'encodage d'une information par la répétition des données). On parle alors de restauration de la fonction déficitaire.
- L'autre consiste à procéder à la rééducation en s'appuyant sur les fonctionnements cognitifs préservés. Dans ce cas, le patient est encouragé à développer des stratégies pour traiter l'information. Par exemple, on propose de mémoriser une liste de course en utilisant une image mentale constituée des différents ingrédients.

## Place dans l’arsenal thérapeutique
La remédiation cognitive n’est pas destinée à remplacer des traitements médicamenteux ou certaines psychothérapie mais à compléter leurs effets. En effet, ces trois formes de traitement agissent à des niveaux différents ne se recouvrant pas. Les médicaments psychotropes agissent en effet sur certains récepteurs cérébraux et la psychothérapie agit sur les représentations du patient, alors que la remédiation cognitive agit sur le traitement de l’information. En pratique, ces différentes approches thérapeutiques peuvent - et doivent généralement - être associés. L’amélioration cognitive est obtenue en entraînant directement les fonctions déficitaires ou en développant celles qui sont préservées à travers des mécanismes de compensation.
La remédiation cognitive est une technique simple d’utilisation. Son introduction la plus précoce possible dans le traitement d’un patient ayant une altération cognitive est souhaitable. Elle sera d’autant plus utile que son utilité aura été comprise par le patient. Il est donc nécessaire de l’associer à des mesures psychoéducatives destinées à faire prendre conscience au patient de son déficit cognitif comme de la possibilité de bénéficier de la remédiation.

## Efficacité
La remédiation cognitive a fait l’objet de nombreuses études contrôlées. Trois méta-analyses attestent de son efficacité dans la schizophrénie,,.
D'un autre point de vue, pour la schizophrénie, la remédiation cognitive est bénéfique en termes de compétences sociales, de réinsertion. L’utilisation de la remédiation est donc recommandée, elle devrait maintenant faire partie du programme de soins de tout patient souffrant de schizophrénie présentant un déficit cognitif. Son utilisation dans d'autres pathologies est prometteuse mais reste à valider.

#### Livres
- N. Franck, La schizophrénie, Odile Jacob, Paris, 2006
- N. Franck, Entraînez et préservez votre cerveau, Odile Jacob, Paris, 2013
- N. Franck, Cognition sociale et schizophrénie, Elsevier-Masson, Paris, 2014
- N. Franck, Remédiation cognitive, deuxième édition, Elsevier-Masson, Paris, 2017
- N. Franck, Traité de réhabilitation psychosociale, Elsevier-Masson, Paris, 2018
- D. Masson,  N. Franck, Des soins porteurs d'espoir en psychiatrie - La réhabilitation psychosociale, Éditions Le Coudrier, 2023
- V. Pomini, L. Neiss, H. Brenner, B. Hodel, V. Roder, Thérapies psychologiques des schizophrénies, Mardaga éditeurs, Sprimont, 1998
- A. Prouteau (sous la direction de) Neuropsychologie clinique de la schizophrénie, Dunod, Paris, 2011
- P. Vianin, P. Sarrasin-Bruchez, R. Bircher, L. Jaugey, Programme de remédiation cognitive pour patients présentant une schizophrénie ou un trouble associé. Manuel du thérapeute. Socrate Éditions Promarex, Charleroi, 2007
- P. Vianin, La remédiation cognitive dans la schizophrénie. Le programme RECOS, Mardaga éditeurs, Sprimont, 2013

#### Articles
- (fr) « Des jeux contre la schizophrénie ? » Cerveau et psycho n°33 p.64
- (en) Brenner HD, Hodel B, Genner R, Roder V, Corrigan PW. « Biological and cognitive vulnerability factors in schizophrenia: implications for treatment » British Journal of Psychiatry 1992;161(suppl.):154-163.
- Briand C, Bélanger R, Hamel V, Nicole L, Stip E, Reinharz D, Lalonde P, Lesage A. « Implantation multi-site du programme Integrated Psychological Treatment (IPT) pour les personnes atteintes de schizophrénie et développement d'une version renouvelée » Santé mentale au Québec 2005;30:73-95.
- Cochet A, Saoud M, Gabriele S, Broallier V, El Asmar C, Dalery J, d’Amato T. « Impact de la remédiation cognitive dans la schizophrénie sur les stratégies de résolution de problèmes et l'autonomie sociale : utilisation du logiciel Rehacom » L’Encéphale 2006;32:189-195.
- (en) Demily C, Franck N. « Cognitive remediation: a promising tool for the treatment of schizophrenia » Expert Review in Neurotherapeutics 2008;8: 1029-1036.
- (en) Favrod J, Vianin P, Pomini V, Mast FW. « A first step toward cognitive remediation of voices : a case study » Cogn Behav Ther. 2006;35:159-163.
- (en) Kayser N, Sarfati Y, Besche C, Hardy-Bayle MC. « Elaboration of a rehabilitation method based on a pathogenetic hypothesis of « theory of mind » impairment in schizophrenia » Neuropsychol Rehabil. 2006;16:83-95.
- (en) Khazaal Y, Favrod J, Libbrecht J, Finot SC, Azoulay S, Benzakin L, Oury-Delamotte M, Follack C, Pomini V. « A card game for the treatment of delusional ideas : A naturalistic pilot trial » BMC Psychiatry 2006;6:48.
- (en) McGurk SR, Mueser KT, DeRosa TJ, Wolfe R. « Work, recovery, and comorbidity in schizophrenia: a randomized controlled trial of cognitive remediation » Schizophrenia Bulletin 2009;35:319-335.
- (en) Medalia  A, Choi J. « Cognitive remediation in schizophrenia » Neuropsychological Review 2009 Sep;19(3):353-64.
- Sablier J, Stip E, Franck N. « Remédiation cognitive et assistants cognitifs numériques dans la schizophrénie : état de l’art » L'Encéphale 2009;35:160-167.
- Vianin P. « Remédiation cognitive de la schizophrénie. Présentation du programme Recos » Ann Méd Psychol. 2007;165:200-205.